# East Grinstead HC
East Grinstead Hockey Club is een Engelse hockeyclub uit East Grinstead.
De club speelt bij de heren in de English Hockey League en neemt deel aan de Euro Hockey League 2008/2009. De club won drie keer het Engels zaalhockeykampioenschap.